# Tadeusz Kossakowski

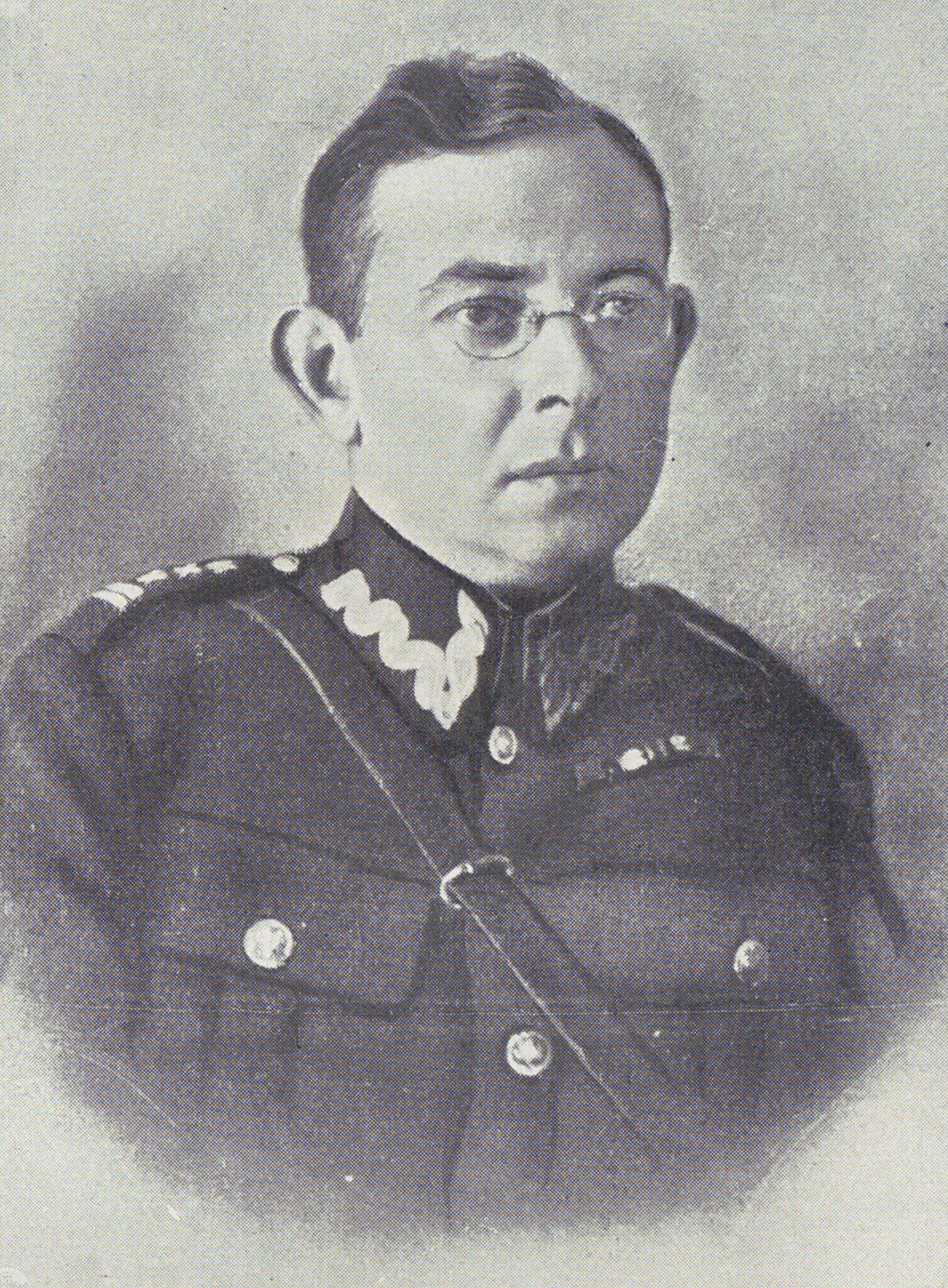
Tadeusz Kossakowski

Tadeusz Kossakowski (* 27. Januar 1888 in Chișinău; † 24. November 1965 in Warschau) war ein polnischer Ingenieur, Mitglied der Eliteeinheit Cichociemni und General der polnischen Streitkräfte.

## Kindheit und Jugend
Kossakowski schloss das Gymnasium in Cherson ab. Im Anschluss zog er mit der Familie nach Lemberg, wo er ein Maschinenbaustudium an der Technischen Universität Lemberg absolvierte. An der Universität kam er zum ersten Mal mit der polnischen Unabhängigkeitsbewegung in Kontakt.
Im Jahre 1909 trat er in das militärische Netzwerk Związek Walki Czynnej ein, im nachfolgenden Jahr engagierte er sich im Schützenverband "Strzelec". In diesem Zeitraum benutzte er das Pseudonym Kirgiz um der Strafverfolgung durch die österreichischen Besatzer zu entgehen. Des Weiteren schloss er einen Offizierslehrgang ab und bekam das Offiziersemblem Regenschirm durch Józef Piłsudski verliehen.

## Erster Weltkrieg
Als russischer Untergebener wurde er im Jahre 1914 in die Kaiserlich Russische Armee eingezogen. Dort wurde in die Infanterieschule in Tschuhujiw versetzt und am 1. September 1915 in den Rang eines Standartenträgers befördert. Kurz darauf wurde er zum Frontdienst abkommandiert. Im Laufe des Krieges befehligte er zunächst eine Kompanie und später ein Infanteriebataillon. Im Februar 1917 wurde er – inzwischen zum Oberstleutnant befördert – zu den Pionieren versetzt.
Nach der Oktoberrevolution in Russland 1917 lief er zu den polnischen Einheiten über und diente in der 2. Telegraphenkompanie des 1. Polnischen Korps in Russland unter General Józef Dowbor-Muśnicki. Dort war er mit der Entwaffnung der Einheiten durch die deutschen Truppen beauftragt.

## Zwischenkriegszeit
Nach der Unabhängigkeitserklärung Polens im November 1918 trat er in den Dienst der neugeschaffene polnischen Armee, anfangs in der 1. Fernmeldebrigade. Ab März 1919 diente er wieder bei den Pionieren. Während des Polnisch-Sowjetischen Krieges zwischen April und Oktober 1919 war er Befehlshaber einer Pionierkompanie in der 2. Infanteriedivision. Danach war er bis 1921 Befehlshaber des 2. Pionierbataillons. 1923 wurde er auf eine Fortbildung ins verbündete Frankreich entsandt.
Am 27. April 1927 wurde Kossakowski in einen hohen Verwaltungsposten des Verteidigungsministeriums einberufen. Am 1. Januar 1928 wurde er zum Oberst befördert und wurde zu einem der ranghöchsten Offiziere der Ingenieurs- und Pioniertruppen.
Ab dem 23. September 1930 bekam er den zusätzlichen Oberbefehl über die damals relativ junge polnische Panzerwaffe Kossakowski war fortan der Wegbereiter der Entwicklung der polnischen Panzertruppen und forcierte die Automobilentwicklung bei der Armee. Unter seiner Leitung wurden die leichten Panzerfahrzeuge TK-3 und TKS nun in Großserie produziert sowie Panzer aus verbündeten Ländern gekauft. Als Beispiele sind der Englische Vickers E und der unter Mithilfe Englands entwickelte 7TP.
Am 26. März 1936 trat Kossakowski vom Führungsposten der Panzerwaffe zurück. Grund dafür waren Meinungsunterschiede zwischen ihm und der polnischen Rüstungsindustrie. Er vertrat die Ansicht, dass die militärische Produktion gegenüber der zivilen Produktion vorrangig sein sollte. Anschließend wurde er Befehlshaber über sämtliche Pionierverbände der polnischen Armee. 1939 wurde er zum Brigadegeneral befördert.

## Zweiter Weltkrieg
Im September 1939 nahm Kossakowski an den Vorbereitungen zur Verteidigung Warschaus teil. Im Anschluss gelangte er über Rumänien nach Paris. Zwischen September 1940 und Oktober 1941 war er stellvertretender Befehlshaber der 1. Schützenbrigade und Berater in Fragen der Motorisierung. 1941 nahm er an Kursen für höhere Offiziere in der Britischen Militärhochschule in Cumberly teil. Zwischen Oktober 1941 und September 1942 war er Befehlshaber der Pionierverbände des 1. Polnischen Korps in Schottland. Nachfolgend diente er als Stellvertreter des Befehlshabers in der 2. Panzerbrigade sowie als Befehlshaber der Panzer- und Elektromechanischen Verbände der polnischen Streitkräfte im Westen. Für kurze Zeit (bis Oktober 1942) war er der erste Befehlshaber der in der 2. Hälfte 1942 neuformierten 2. Panzerbrigade des 2. Polnischen Corps im Mittleren Osten. Die Einheiten, in denen Kossakowski zwischen 1940 und 1943 diente, nahmen in dieser Zeit nicht am Kriegsgeschehen teil.
Ab Dezember 1943 war er unter der Disposition des Oberkommandos der Polnischen Streitkräfte. Nach einer Versetzung nach Italien wurde Kossakowski am 30. Mai 1944 im Rahmen der Luftoperation Most II (Brücke II) über dem besetzten Polen abgesetzt. Er war das älteste Mitglied der Cichociemni, zum Zeitpunkt der Operation war er 56 Jahre alt. Er nahm den Decknamen Krystek an und wurde gleichzeitig am 30. Mai 1944 zum General befördert.
In der Organisationsstruktur der polnischen Armia Krajowa wurde Kossakowski der III. Operationalen Abteilung des Oberkommandos unterstellt. Er wurde außerdem zum Verantwortlichen der Waffenproduktionsanlagen der Armia Krajowa ernannt. In den ersten Tagen des Warschauer Aufstands kämpfte General Tadeusz Kossakowski lediglich als einfacher Schütze in einer Sturmabteilung, später wurde er zur Nachschubabteilung versetzt. Im September 1944 wurde er gleichzeitig Befehlshaber einer Gruppe von polnischen Offizieren. Nach der Kapitulation Warschaus gelangte er in deutsche Kriegsgefangenschaft und wurde in einem Oflag inhaftiert.

## Nachkriegszeit
Nach der Befreiung meldete er sich zu den polnischen Streitkräften im Westen und kehrte nach London zurück. Im Dezember 1945 kehrte Kossakowski jedoch schon in seine Heimat Polen zurück. Nachfolgend arbeitete er in Projektbüros der neugeschaffenen kommunistischen Verwaltung.
Tadeusz Kossakowski starb am 24. November 1965. Sein Grab befindet sich im Powązki-Militärfriedhof in Warschau.

## Auszeichnungen
- Orden Virtuti Militari V. Klasse
- Orden Polonia Restituta 1928
- Krzyż Niepodległości
- Krzyż Walecznych (Tapferkeitsmedaille, vierfach ausgezeichnet)
- Goldenes Verdienstkreuz der Republik Polen
- Znak Oficerski "Parasol"
- Ehrenlegion 4. Klasse (Frankreich)
- Orden der Krone von Rumänien IV. Klasse sowie weitere zahlreiche polnische Auszeichnungen